# Madonna di Campiglio
Madonna di Campiglio è una località turistica di 822 abitanti della provincia di Trento situata a 1.553 m s.l.m. a poca distanza da Campo Carlo Magno, tra le Dolomiti di Brenta e le Alpi dell'Adamello e della Presanella. Fa parte dei comuni di Pinzolo e di Tre Ville (sorto in seguito alla fusione del comune di Ragoli con quelli di Montagne e Preore).

## Descrizione
Nota stazione di soggiorno estiva e soprattutto invernale, disponendo di numerosissimi impianti di risalita per la pratica dello sci alpino e dello snowboard, è uno dei maggiori poli sciistici a livello nazionale. Fa parte del comprensorio sciistico di Skirama Dolomiti.
La località può essere raggiunta tramite la Strada statale 239 di Campiglio che collega la Val di Sole con le Valli Giudicarie passando tramite il valico alpino di Campo Carlo Magno.
A circa 1700 m s.l.m. si trova il villaggio Patascoss, collegato al centro del paese tramite la pista "3-Tre". Fino all’estate 2024 il villaggio Patascoss era collegato a Madonna di Campiglio tramite l’impianto di risalita Pinzolo-Campiglio Express, ancora attivo durante la stagione invernale con il fine di far rimanere facile lo spostamento all’interno della Skiarea Campiglio Dolomiti di Brenta.

## Storia
I primi documenti scritti che citano Madonna di Campiglio ne fanno risalire la fondazione all'anno 1190; a quel tempo tal Raimondo, in espiazione dei suoi peccati, decise di fondare un monastero-ospizio rivolto all'assistenza del viandante.
Il monastero-ospizio crebbe in fretta; a capo vi era un priore sacerdote (tra gli altri, il priore Lombardo nel 1234, Federico nel 1292, Bartolomeo nel 1315 …). All'apice della sua parabola storica, attorno al 1450, arrivò a contare venti monaci e cinque suore.
Il monastero era ben conosciuto in regione e, grazie ai lasciti dei fedeli, raggiunse una notevole ricchezza. “No ghè mond, che la Madona de Campèi no gabia fond” recitava un antico adagio. Dopo la sua soppressione, nel 1515, per Campiglio iniziò un lungo periodo di declino fino al 1868, allorquando Giovanni Battista Righi, un imprenditore rendenese, ne acquistò i ruderi dal Capitolo della Cattedrale di Trento, proprietario fino a quel tempo di quanto rimaneva dell'antico istituto trentino. Con Righi - fondatore dello "Stabilimento Alpino", primo albergo moderno del paese - Campiglio rinacque a nuova vita. Giovanni Battista Righi realizzò inoltre nel biennio 1874-75, interamente a sue spese e contro il volere dei suoi contemporanei, l'attuale "strada vecchia", prima carrozzabile in grado di unire Campiglio con Pinzolo e il resto del mondo.
Nel 1872 Campiglio ospitò la fondazione della SAT.

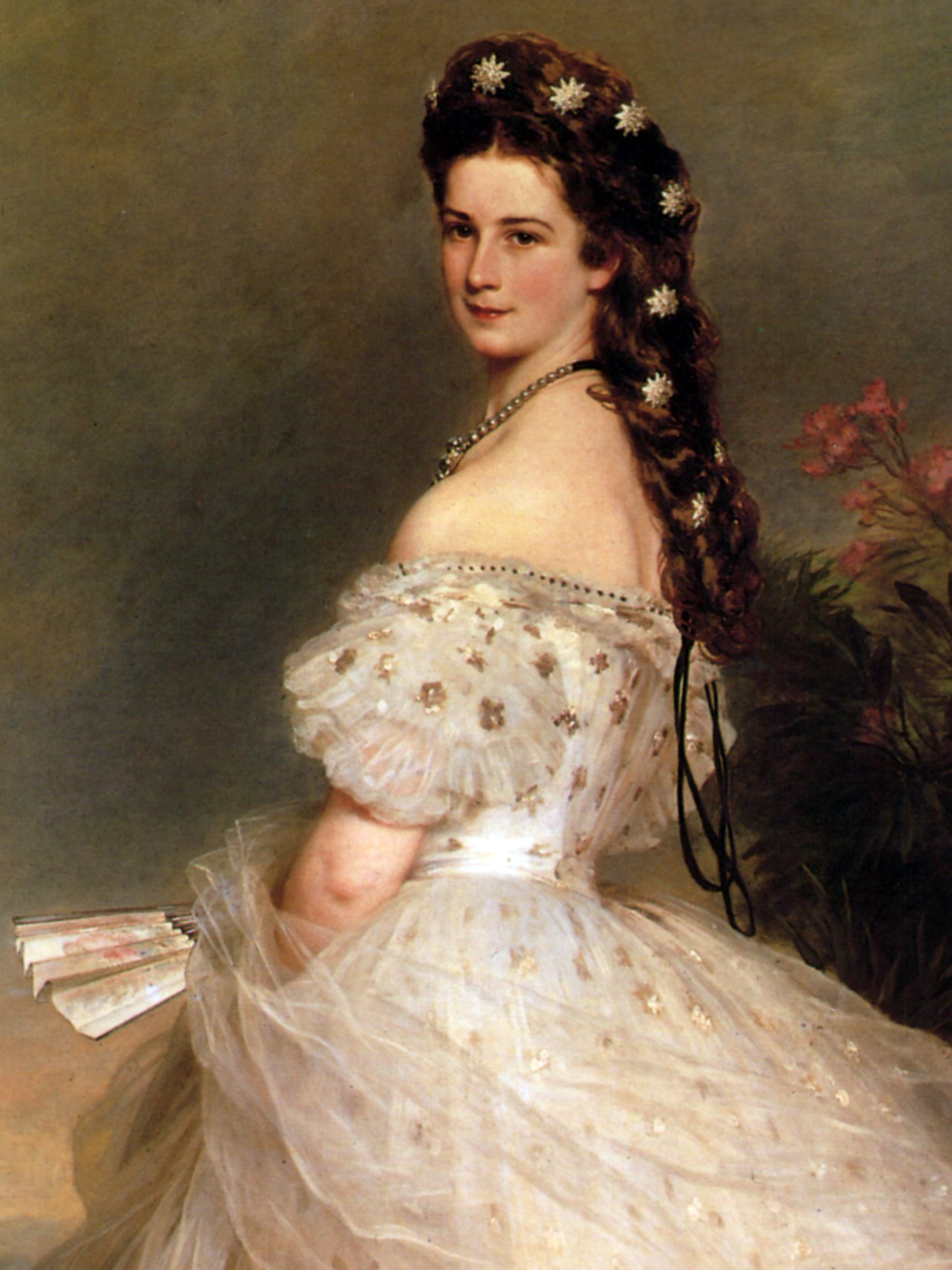
Elisabetta di Baviera conosciuta come la principessa Sissi

A Righi succedette Franz Josef Oesterreicher; con quest'ultimo Campiglio divenne, sul finire dell'Ottocento, meta privilegiata dell'aristocrazia europea e asburgica. A Campiglio giunse l'imperatrice Elisabetta d'Austria, nota come Sissi, che vi trascorse due periodi di villeggiatura, nel 1889 e poi nel 1894. Sissi risiedette all'Hotel des Alpes, affittando i due piani superiori. In questa seconda occasione Sissi fu raggiunta a Campiglio dal consorte, l'imperatore d'Austria Francesco Giuseppe. A questo periodo risale il primo tentativo di lancio della località nel mondo degli sport invernali; nel 1910 un gruppo di "skiatori" inglesi risalì il vicino Monte Spinale, per testarne le potenzialità sciistiche.
La prima affermazione della località trentina nell'ambito del turismo invernale avvenne però solo dopo il 1930, grazie alla realizzazione dell'attuale statale che permise di rompere l'isolamento del paese durante i mesi freddi. Al 1936 risale la realizzazione del primo impianto di risalita del paese, la "slittovia del Belvedere", seguito nel 1937 dalla sciovia Campo Carlo Magno-Spinale. Tra il 1938 e il 1942 Campiglio è stata inoltre sede dei "littoriali della neve e del ghiaccio".
La stagione turistica invernale per Campiglio divenne una realtà consolidata però solo dopo gli anni cinquanta, che videro l'affermazione del turismo di massa e l'arrivo degli sciatori richiamati dalle piste dello Spinale, di Pradalago, della 5 Laghi e del Grostè.
Il 31 dicembre 2007 si verificò un incendio all'interno dell'Hotel Des Alpes, incendio poi domato dai Vigili del Fuoco arrivati anche da Tione di Trento. L'avvenimento causò malcontento tra coloro che lì risiedevano in quel periodo, dal momento che fu annullata la tradizionale rinomata festa di fine anno. Curioso il fatto che, pochi giorni più tardi, l'Hotel des Alpes fu anche teatro di una violenta rissa.

## Monumenti e luoghi d'interesse
- Chiesa di Santa Maria Antica, in stile neogotico, edificata nel 1894-95
- Chiesa di Santa Maria Nuova, parrocchiale costruita nel 1970-72

## Manifestazioni
Campiglio è sede della "3Tre" ("tre gare nel Trentino"), una tra le più antiche gare di sci d'Europa, fondata nel 1949. Oggi la 3Tre (unico slalom speciale di Coppa del Mondo di sci d'Italia) si svolge sulle piste di Patascoss (Canalone Miramonti e FIS 3Tre) con data fissa al 22 dicembre.
Inoltre, ogni anno a Campiglio si svolge il Carnevale Asburgico, manifestazione culturale e turistica che vede fra i numerosi eventi sia rievocazioni in costume del periodo asburgico, sia conferenze e incontri culturali che mirano ad approfondire la conoscenza della vita a Campiglio nel periodo dell'imperatore Francesco Giuseppe. In estate è proposto il "compleanno dell'imperatore" (ogni 18 agosto), occasione di mostra degli splendidi costumi d'epoca.
In estate Campiglio è sede del "Mistero dei Monti", rassegna di incontri e conferenze dedicati al mondo della cultura e della montagna.

## Piste

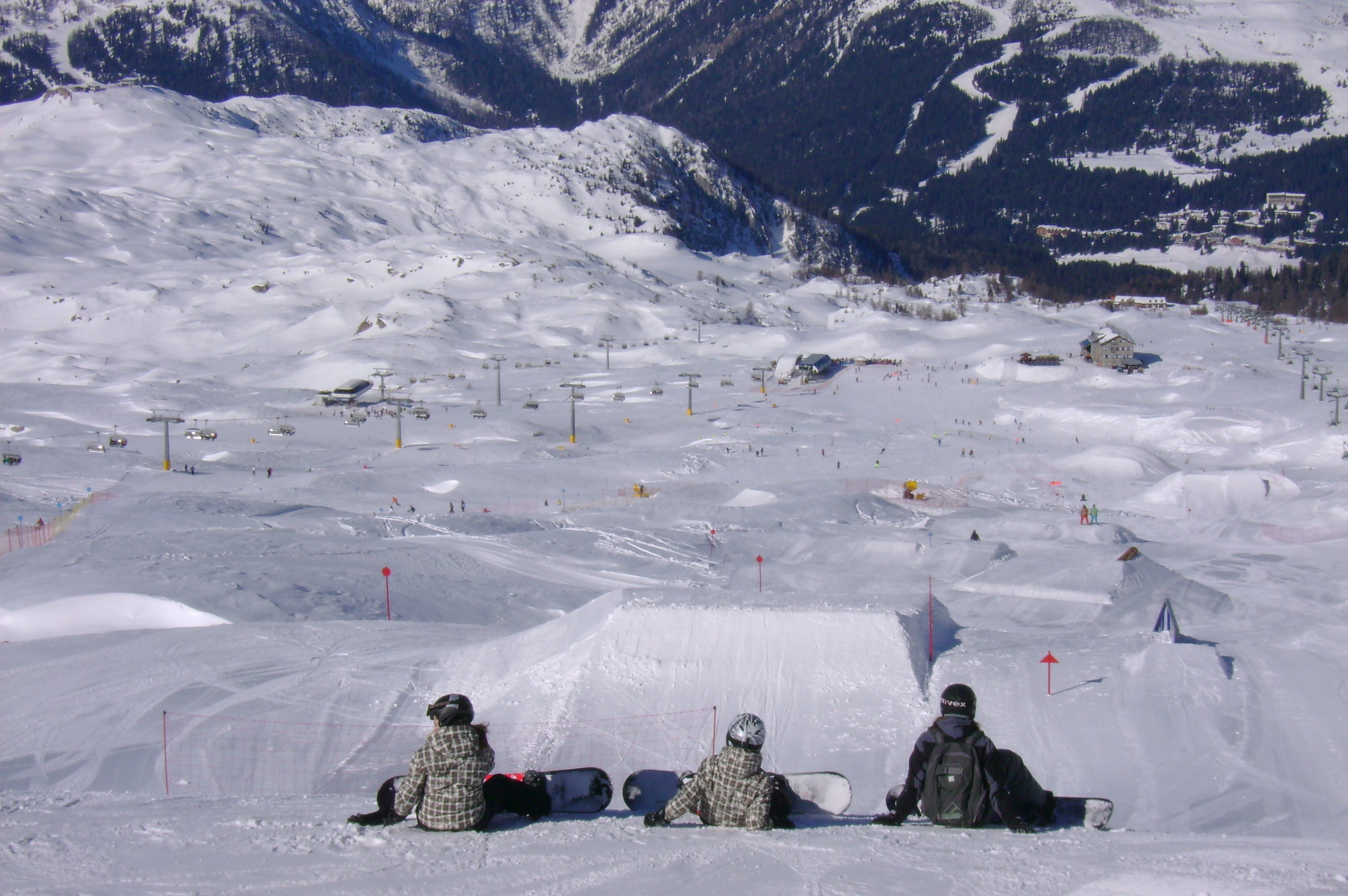
Impianti sciistici a Campiglio (Cima Grostè)

Il comprensorio di Madonna di Campiglio è collegato a quelli di Folgarida, Marilleva, di Campo Carlo Magno e, dalla stagione invernale 2014/15, è attivo il collegamento sciistico con Pinzolo. Insieme formano la Skiarea Campiglio Dolomiti di Brenta Val di Sole, nella quale si possono contare 155 km circa di piste e 59 impianti di risalita.
Famose sono le piste 3-Tre (il nome sta a significare "3 Gare del Trentino"), nella quale vengono disputate gare di slalom speciale della Coppa del Mondo di sci alpino, e Spinale Direttissima, che ha nella parte finale pendenze molto elevate; in particolare, è stato intitolato a Michael Schumacher l'ultimo tratto della pista (Schumacher Streif).

## Sport
- Nel 1967 lo slalom della 3Tre di Campiglio fu la prima gara italiana della Coppa del Mondo di sci alpino.
- A Campiglio il campionissimo Ingemar Stenmark ottenne, nel 1974, la sua prima vittoria nel circuito iridato della Coppa del Mondo di Sci.
- Si concluse a Campiglio una delle tappe alpine del Giro d'Italia 1999 con la vittoria di Marco Pantani, escluso il giorno dopo dalla competizione poiché fu trovato con un tasso d'ematocrito superiore al consentito per la salute dell'atleta.
- Nel 2015 è tornata ad essere arrivo di tappa del Giro d'Italia con arrivo a Patascoss e vittoria dello spagnolo Mikel Landa. È stata nuovamente arrivo di tappa nell'ottobre 2020.

| Edizione | Tappa | Percorso                                  | km  | Vincitore di tappa | Maglia Rosa      |
| -------- | ----- | ----------------------------------------- | --- | ------------------ | ---------------- |
| 1999     | 20ª   | Predazzo > Madonna di Campiglio           | 165 | Marco Pantani      | Marco Pantani    |
| 2015     | 15ª   | Marostica > Madonna di Campiglio          | 165 | Mikel Landa        | Alberto Contador |
| 2020     | 17ª   | Bassano del Grappa > Madonna Di Campiglio | 203 | Ben O'Connor       | João Almeida     |

## Galleria d'immagini

Panorama di Madonna di Campiglio nel 1925
Panorama di Madonna di Campiglio nel 1926
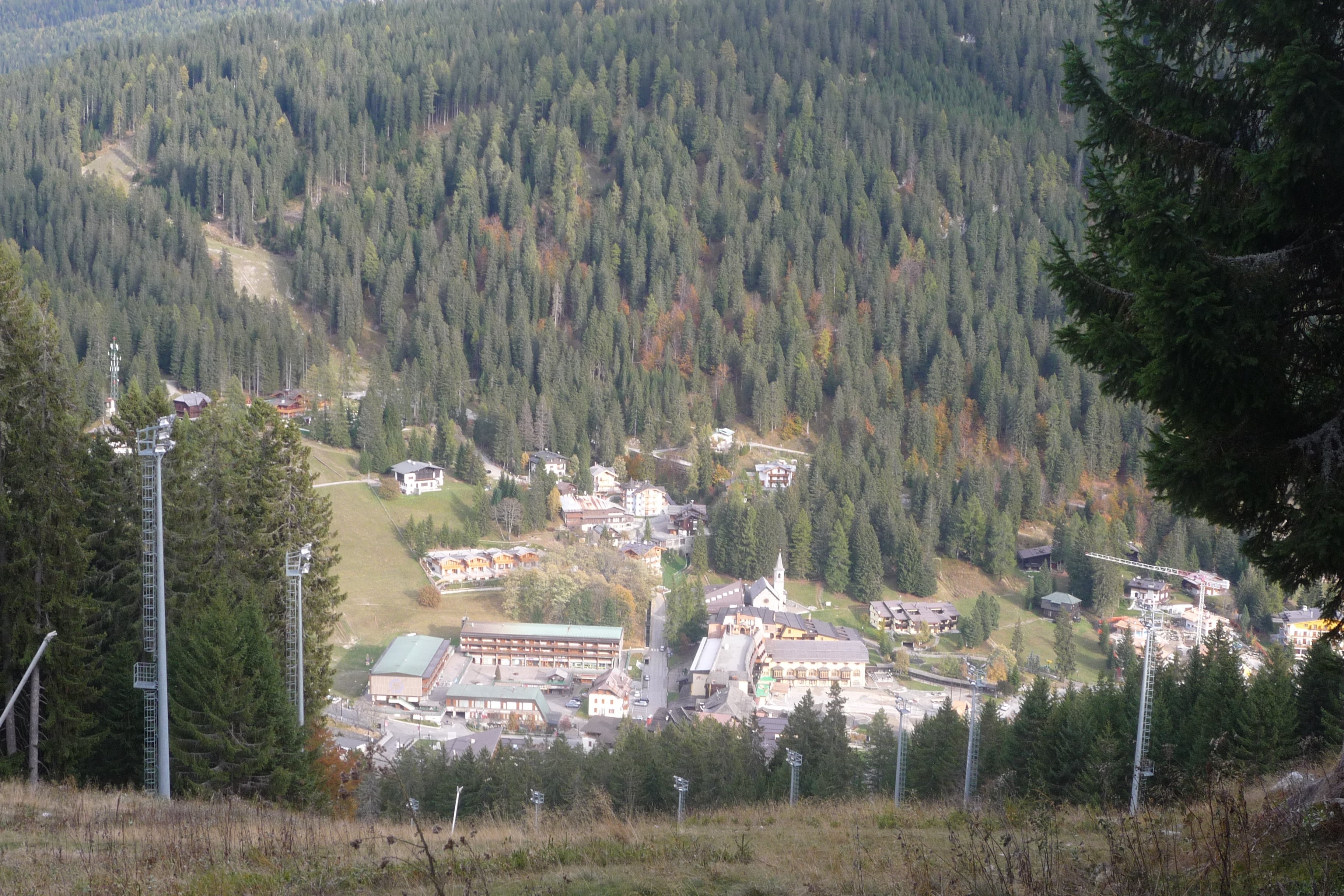
Madonna di Campiglio in estate
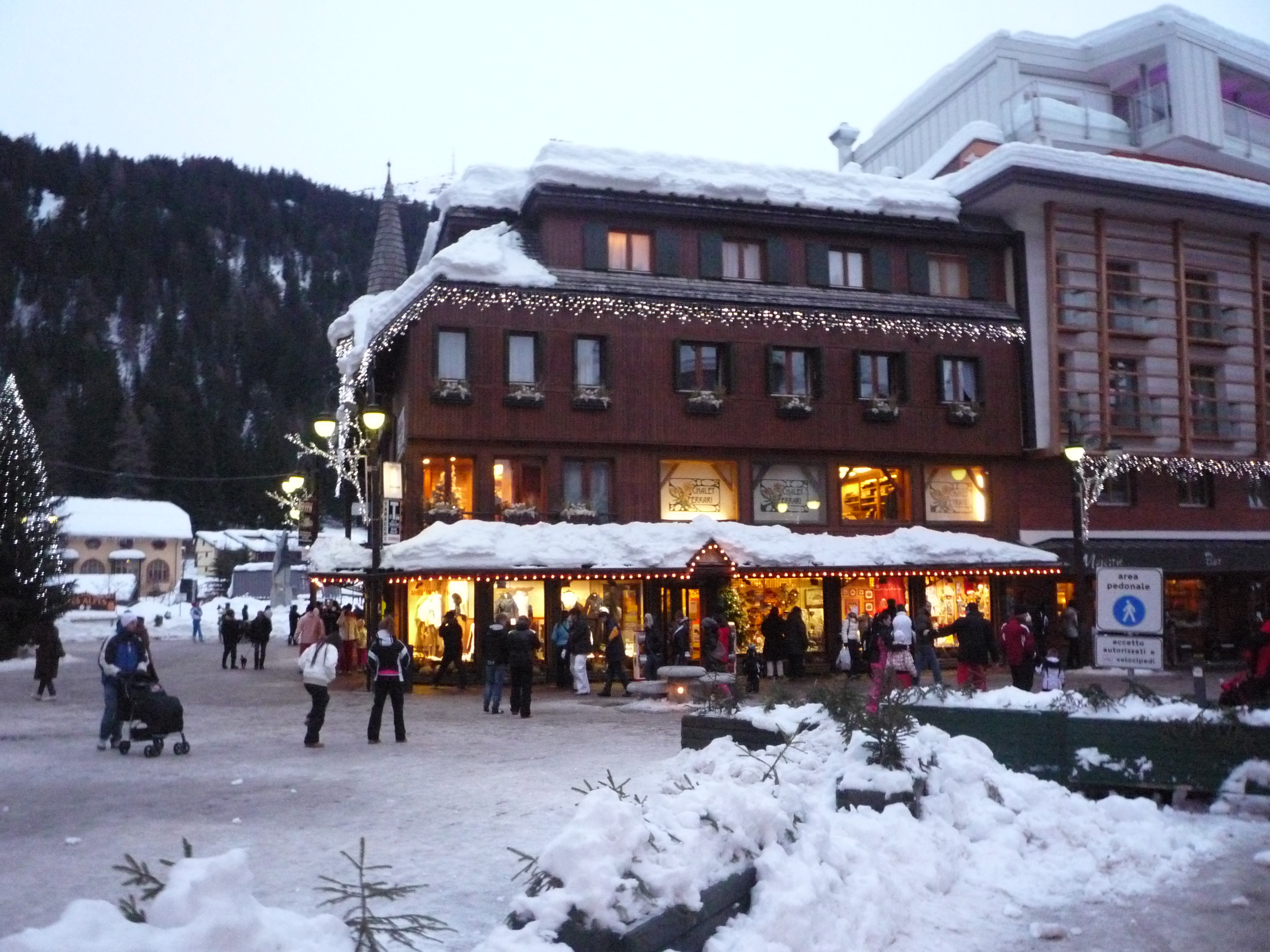
Madonna di Campiglio centro
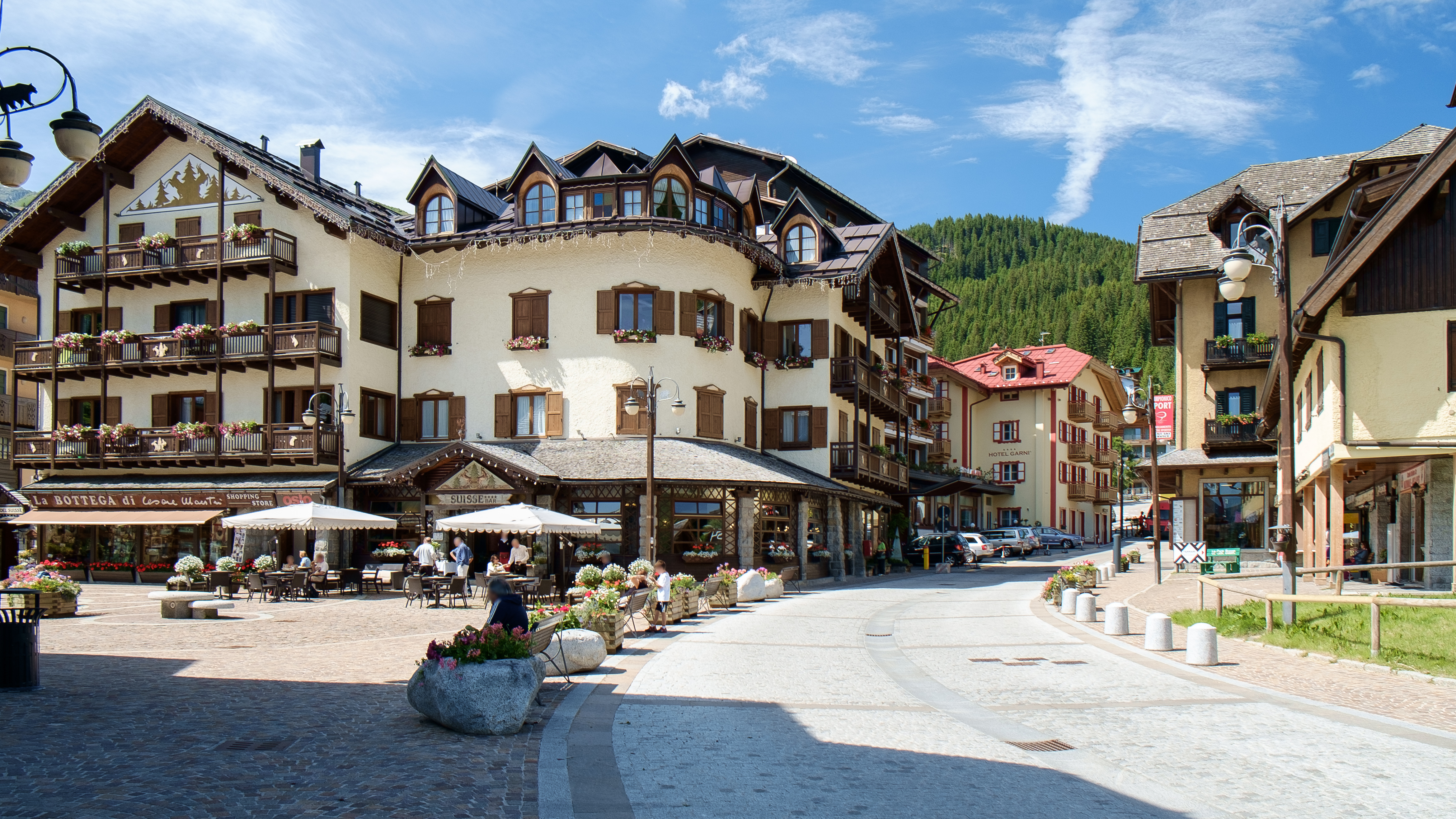
Centro di Campiglio, Piazza Righi
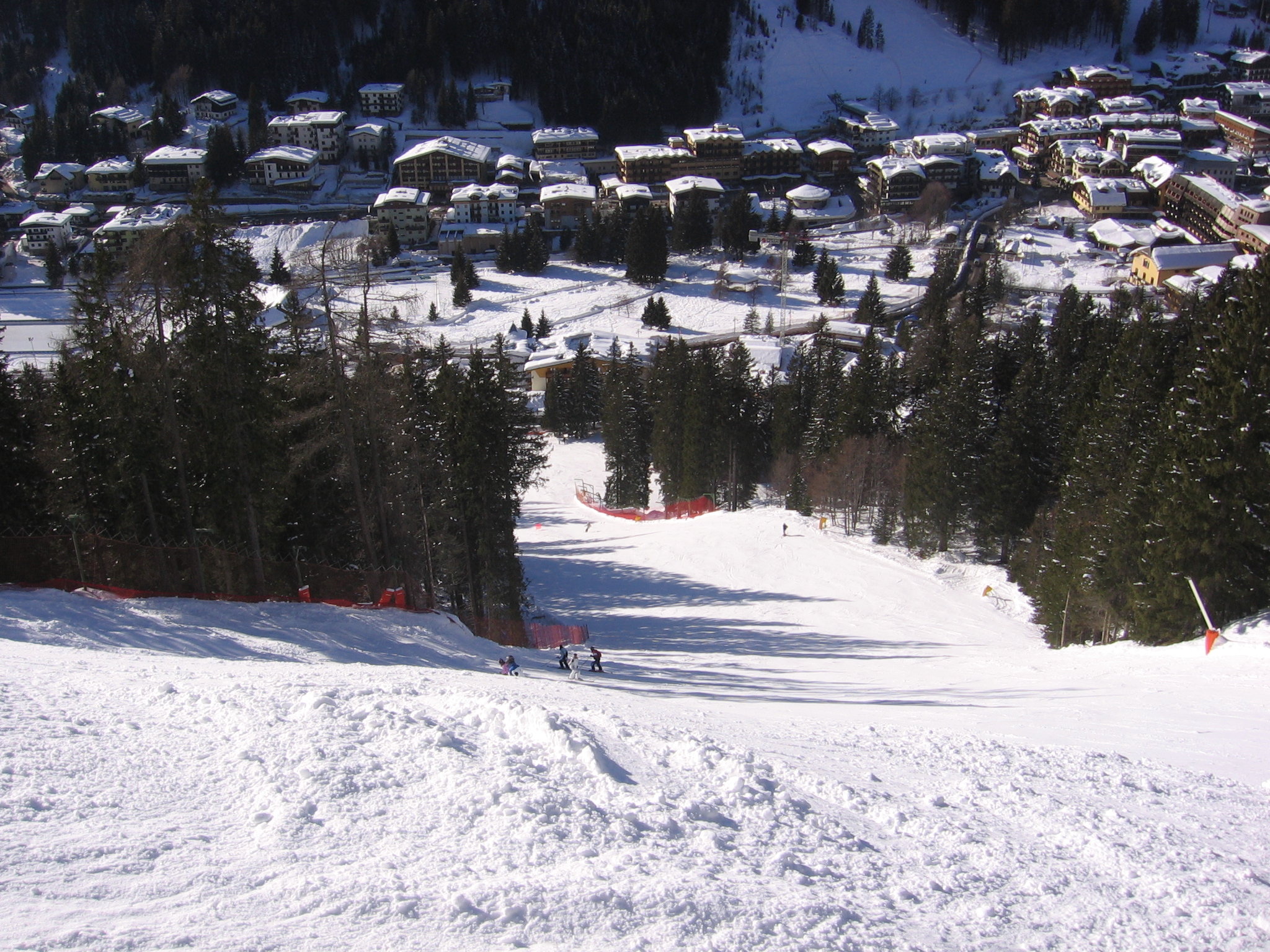
Pista da sci
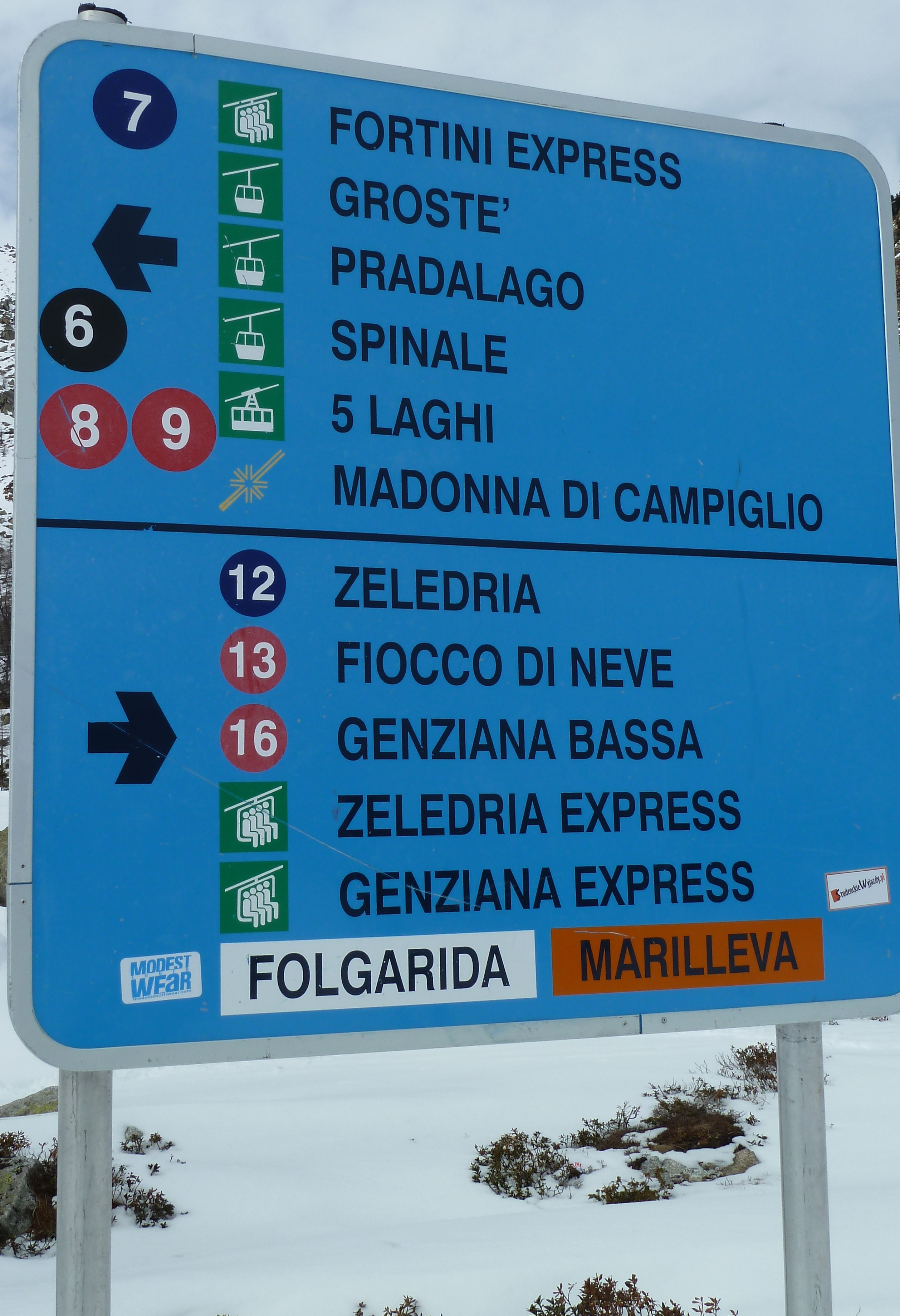
Ski slope and cablecar info